# Sowiecka Formuła 2
Sowiecka Formuła 2 – organizowana w latach 1962–1975 seria wyścigów samochodowych w ZSRR.

## Historia
Centralny Automotoklub ZSRR (CAMK) w październiku 1956 roku został członkiem FIA. Następnie przedstawiciele CAMK odwiedzili kilka wyścigów międzynarodowych (w tym Grand Prix Wielkiej Brytanii Formuły 1) i postanowili zreformować radziecki motorsport. W tym celu utworzyli kilka klas wyścigowych, w tym Formułę 2. Postanowili, że w serii tej pojemność silników będzie ograniczona do 750 cm³. Jednakże wskutek braku silników seria nie wystartowała w zakładanym 1960 roku. Jedyne mistrzostwa według tych przepisów rozegrano w 1962 roku.
W 1964 roku wprowadzono nowe przepisy – pojemność silnika ograniczona do 1000 cm³, minimalna masa samochodu 420 kg, jednakże nie zorganizowano w ZSRR mistrzostw Formuły 2. Kolejna zmiana przepisów w 1966 roku (zwiększenie maksymalnej pojemności do 1600 cm³) również nie przyczyniła się do reaktywacji mistrzostw. Sowiecka Formuła 2 powróciła dopiero w 1971 roku i była organizowana do sezonu 1975.

## Mistrzowie
| Sezon       | Mistrz                    | Zespół                    | Samochód                  |                           |
| ----------- | ------------------------- | ------------------------- | ------------------------- | ------------------------- |
| 1962        | Jurij Wiszniakow          | Spartak Leningrad         | ASK-GAZ                   |                           |
| 1963 – 1970 | mistrzostw nie rozgrywano | mistrzostw nie rozgrywano | mistrzostw nie rozgrywano | mistrzostw nie rozgrywano |
| 1971        | Władimir Grekow           | Spartak Krasnodar         | Estonia 16M-Wartburg      |                           |
| 1972        | Madis Laiv                | Kalev Tallinn             | Estonia 16M-Moskwicz      |                           |
| 1974        | Władimir Grekow           | Spartak Krasnodar         | Estonia 18M-Łada          |                           |
| 1975        | Madis Laiv                | Kalev Tallinn             | Estonia 16M-Łada          |                           |